# Perla de Csaba

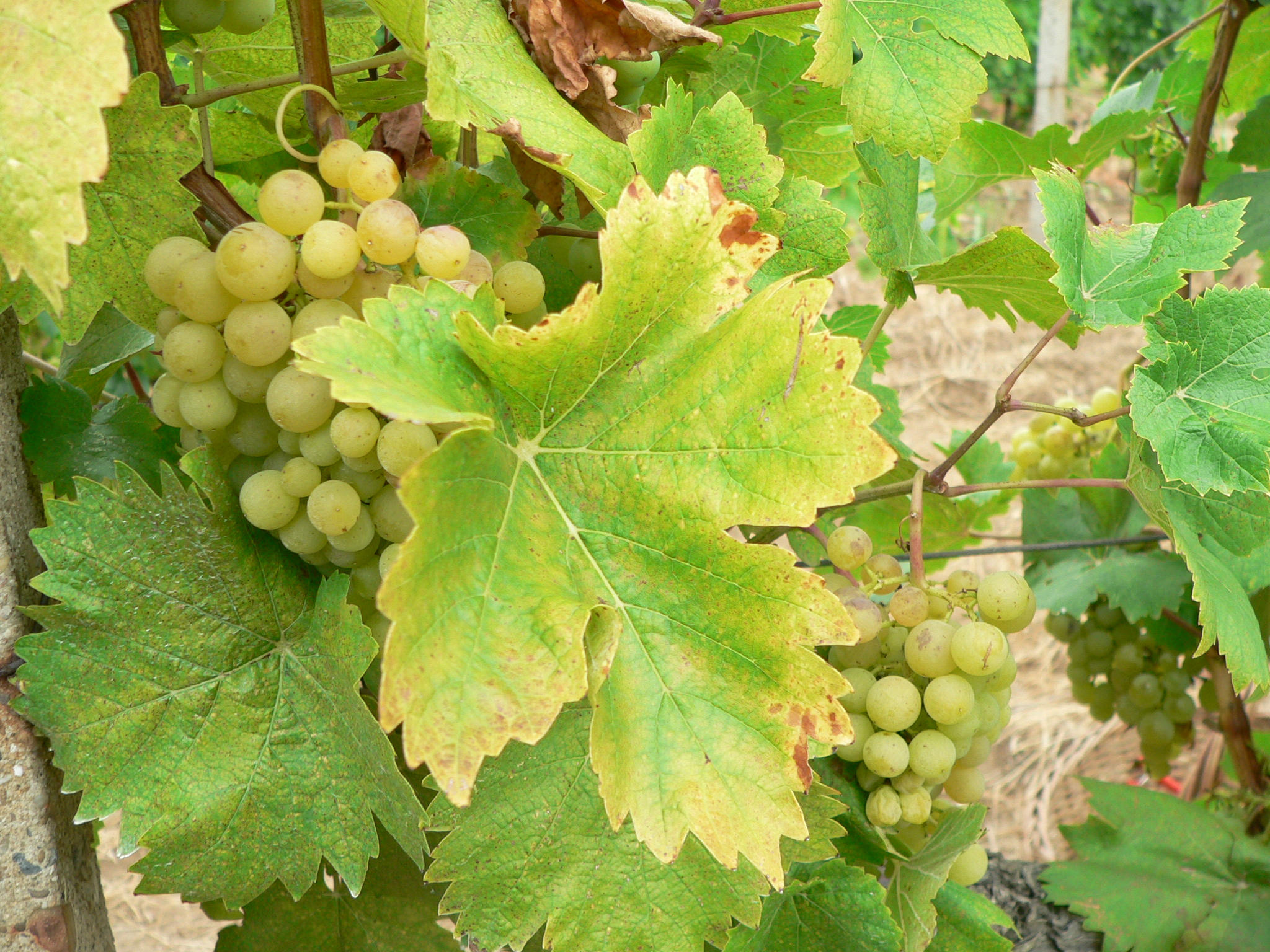
Soiul de struguri „Perla de Csaba”

Perla de Csaba este un soi alb de struguri. Acesta a fost creat în 1904 de către viticultorul maghiar Adolf Stark, prin încrucișarea soiurilor Madeleine Angevine × Muscat Courtillier.
Numele soiului a fost luat de la orașul Békéscsaba, care este numit pe scurt, Csaba.
Perla de Csaba este utilizat în principal ca struguri de masă. Suprafața cultivată cu acest soi la nivel mondial este estimată la aproximativ 2.000 de hectare și se găsește, în primul rând, în România, Ungaria și Bulgaria.